# Taxus brevifolia
Taxus brevifolia es una conífera nativa del noroeste del Pacífico en Norteamérica. Se extiende desde el extremo sur de Alaska hacia el sur, hasta alcanzar el centro de California, principalmente en la Cadena costera del Pacífico, pero con una población separada aislada en el sudeste de la Columbia Británica, apareciendo de una manera destacada en la isla de Zuckerberg cerca de Castlegar y hacia el sur en el centro de Idaho. En inglés se llama Pacific Yew, lo que puede traducirse como "Tejo del Pacífico". 

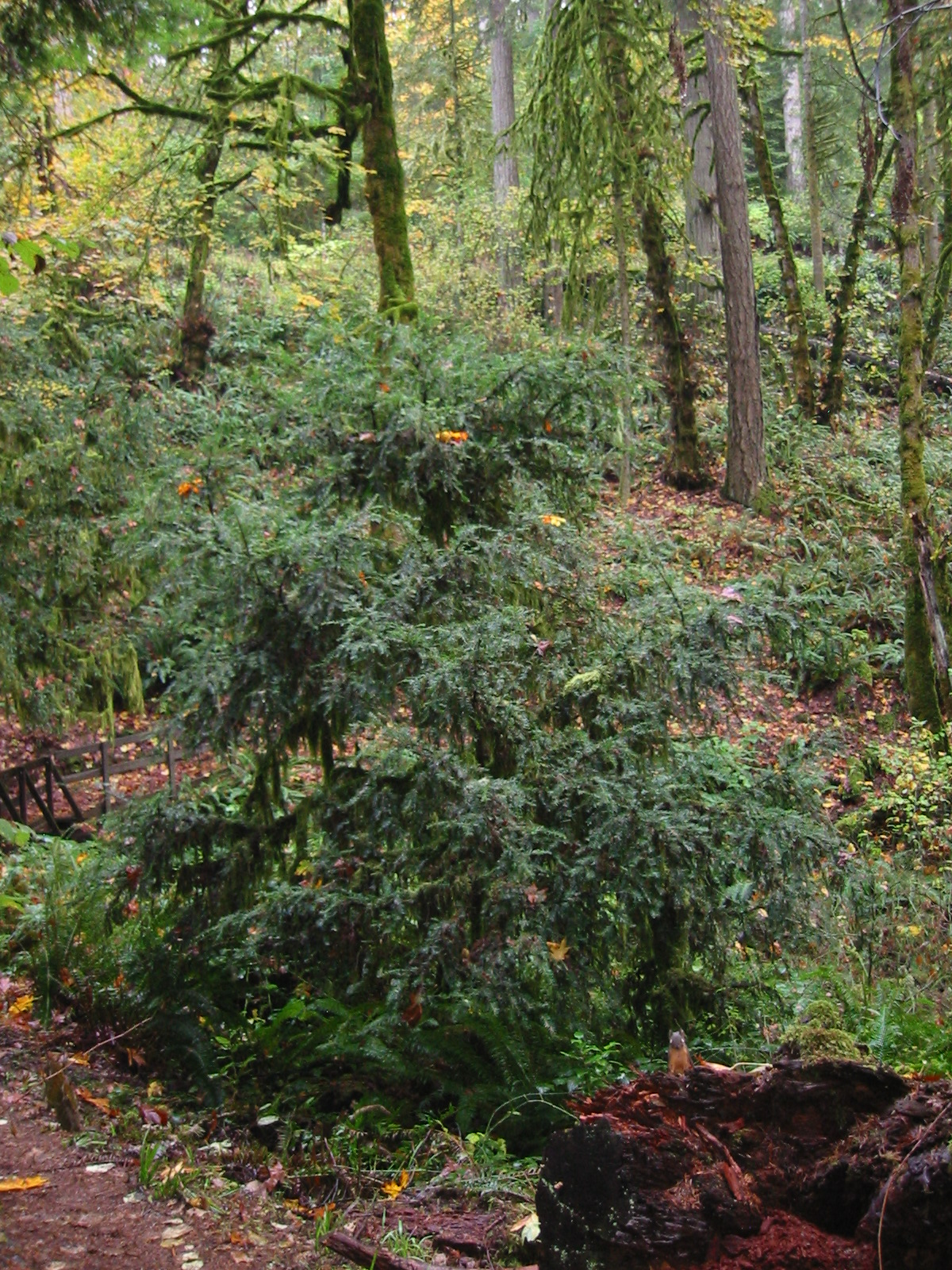
Vista del árbol

## Descripción
Es un árbol perenne de tamaño pequeño a medio, que crece hasta los 10-15 metros de alto con un tronco de 50 cm de diámetro, raramente más. El árbol es de crecimiento extremadamente lento, y tiene la costumbre de pudrirse desde el interior, creando formas huecas. Esto hace imposible contar de manera exacta los anillos para determinar la verdadera edad de un ejemplar.
Las hojas son lanceoladas, planas, de color verde oscuro, 1–3 cm de largo y 2–3 mm de ancho, colocadas en forma de espiral a lo largo de la ramita, pero con las bases de las hojas retorcidas para alinear las hojas en dos filas planas a ambos lados del tallo excepto en los tallos principales donde la colocación en espiral es más evidente.

## Usos
Paclitaxel (Taxol) - un medicamento usado en quimioterapia para tratar el cáncer de mama, de ovario y de de pulmón-  se deriva de Taxus brevifolia. Como el Taxus brevifolia nunca se cultivó comercialmente a gran escala; y, de hecho, sus ejemplares ya  eran cada vez más escasos cuando se comprobó su potencial quimioterapéutico, el uso generalizado de paclitaxel como medicamento sólo se logró cuando se desarrolló una vía semi-sintética de obtenerlo, a partir de extractos de tejos cultivadas de otras especies. La producción farmacéutica sin licencia de uso de especies de tejo estrechamente relacionadas silvestres en la India y China puede ser una amenaza para las dichas especies.

## Taxonomía
Taxus brevifolia, fue descrita por Thomas Nuttall y publicado en The North American Sylva 3: 86, pl. 108. 1849.
Etimología
Taxus: nombre genérico dado en latín al tejo.
brevifolia: epíteto latíno que significa "con hoja pequeña"
Sinonimia
- Taxus baccata var. brevifolia (Nutt.) Koehne
- Taxus baccata subsp. brevifolia (Nutt.) Pilg.
- Taxus bourcieri Carrière
- Taxus brevifolia var. polychaeta Spjut
- Taxus brevifolia subsp. polychaeta (Spjut) Silba
- Taxus brevifolia var. reptaneta Spjut
- Taxus brevifolia subsp. reptaneta (Spjut) Silba
- Taxus lindleyana A.Murray bis
- Taxus occidentalis Nutt.[6][7]